# بال کوچولو
بال کوچولو (به انگلیسی: Little Wing) ترانه‌ای از گروه سایکدلیک راک آمریکایی-انگلیسی جیمی هندریکس اکسپرینس است که توسط گیتاریست و خواننده این گروه، جیمی هندریکس نوشته شده است و در دومین آلبوم استودیویی این گروه که در سال ۱۹۷۶ منتشر شد، قرار دارد. این آهنگ یک تصنیف با ضربان آهسته، متأثر از ریتم اند بلوز است. از نظر شعری، این آهنگ از جمله آهنگ‌های هندریکس است که در ان به زنی رویایی یا نوعی فرشته نجات اشاره می‌شود. این آهنگ با حدود دو و نیم دقیقه طول، از جمله موجزترین و ملودیک‌ترین آثار هندریکس محسوب می‌شود. این آهنگ یکی از معروف‌ترین ترانه‌های هندریکس است و در فهرست ۵۰۰ ترانه برتر همه دوران‌ها که توسط نشریه رولینگ استون منتشر می‌شود، در جایگاه ۳۶۶ قرار گرفته است و تبدیل به یکی از آهنگ‌های ثابت هندریکس در کنسرت‌ها و اجراهای زنده شده بود.